# وست آتلانتیک
وست آتلانتیک (به انگلیسی: West Atlantic) یک شرکت هواپیمایی است که در ۲۰۱۱ میلادی تأسیس شده‌است. دفتر مرکزی وست آتلانتیک در یوتبری، سوئد واقع شده‌است.